# 이븐 쿠타이바
이븐 쿠타이바(Ibn Qutaybah, ابن قتيبة, 828년 ~ 889년 11월 13일)는 페르시아 기원의 이슬람의 학자이다. 압바스조의 문학자이다. 바그다드에서 출생하였다. 이란계였으나 아라비아어로 문학활동을 했고, <시와 시인들> <설화(說話)의 샘> <지식의 서(書)>, 그 밖의 명저를 남겨 자히즈와 더불어 높은 평가를 받고 있다.